# Soft rock
Soft rock sau light rock este un stil de muzică care folosește tehnici de muzică rock (adesea combinate cu elemente din folk rock) pentru a crea un sunet mai „moale”, mai ușor. Soft rock-ul este un stil opus hard rockului.